# Крысин, Станислав Николаевич
Станислав Николаевич Крысин (род. 7 мая 1968, Песчаное, Полтавская область) — украинский и российский юрист и политик. Главный судебный пристав Республики Крым (2014—2016). Глава администрации города и городского округа Феодосия (2016—2017).

## Биография
Родился 7 мая 1968 года в селе Песчаное, Полтавской области. Окончил Воронежскую среднюю школу милиции по специальности автоматизированные системы связи и сигнализации. С 1989 по 2001 год служил в Кременчугском отделе внутренних дел. В 2002 году окончил Днепропетровский университет экономики и права, специальность экономист. С 2001 по 2007 год возглавлял отдел УБОП в Полтавской области. В 2005 году окончил Киевский университет права национальной академии наук Украины специальность юрист.
С 2007 по 2011 год — заместитель начальника УБОП в АР Крым. С 2011 по 2012 год — начальник управления — главный бухгалтер управления финансового и материального обеспечения ГУ МВД Украины в АР Крым. С августа 2012 по март 2014 года — замначальника управления ресурсного обеспечения департамента материального обеспечения МВД Украины.
С июня по сентябрь 2014 года — помощник руководителя управления Федеральной службы судебных приставов по Республике Крым. С сентября 2014 года — руководитель управления Федеральной службы судебных приставов по Республике Крым — главный судебный пристав Республики Крым.
С июля 2016 года по август 2017 года — глава администрации Феодосии Республики Крым.
На сессии 17 июня 2016 года присутствовали 21 из 27 депутатов Феодосийского городского совета. 19 из них проголосовали за Крысина.
В августе 2017 глава Крыма Сергей Аксёнов анонсировал  увольнение по собственному желанию руководителя администрации Феодосии Станислава Крысина и председателя городского совета Феодосии Светланы Гевчук, что связывали с неудовлетворительной ситуацией с городским хозяйством Феодосии. «Хочу подчеркнуть: речь не идет о коррупции или других нарушениях закона. В этом плане ни к кому из перечисленных должностных лиц претензий нет» - отметил Аксёнов.
В апреле 2024 кандидатуру Станислава Крысина на должность руководителя Контрольно-счетной палаты Херсонской области внёс губернатор В. В. Сальдо и одобрила квалификационная комиссия Счетной палаты РФ.

## Награды
- «Заслуженный юрист Республики Крым»[1].